# Abalone
Abalone je abstraktní desková hra s jednoduchými pravidly, určená pro dva, tři nebo čtyři hráče, vytvořená v roce 1987.

## Historie
Abalone vytvořili v roce 1987 dva autoři: Laurent Levi a Michel Laleu. Od roku 1997 se hraje na turnaji Mind Sport Olympiad.

## Pravidla
Hrací deska se skládá ze 61 kruhových polí umístěných do tvaru šestihranu. Na každé straně šestihranu se nachází 5 polí. Každý z hráčů má k dispozici 14 kamenů ve tvaru koule, které se před začátkem hry umístí do základního postavení (viz obrázek).
|  |

Hráči se střídají v jednotlivých tazích, přičemž začíná černý. V každém tahu může hráč přesunout jeden, dva nebo tři kameny o jednu pozici, přičemž všechny kameny musí přesunout ve stejném směru. Přesunout 4 a více kamenů není dovoleno. V jednom tahu se pohybují vždy přímo sousedící kameny. Kameny se mohou posunovat:
- v řadě (in-line, sériově) — první kámen se posune na novou pozici, další kámen se posunuje na uvolněnou pozici prvního kamene atd., viz obrázky
- nebo vedle sebe (broadside, paralelně) — kameny se posunují v řadě vedle sebe, opět viz obrázek.

|  |  |

Hráč může pohybem svých kamenů přetlačit (push) soupeřovy kameny. Přetlačení je možné:
- jen při pohybu v řadě (in-line)
- jen pokud pohybující se řada kamenů má větší počet kamenů než kolik je kamenů protihráče ve směru pohybu řady.
- Přetlačení kamenů je možné provést pouze ve směru ve kterém kameny leží v řadě.
- Za přetlačenou řadou kamenů soupeře se musí nacházet volné místo nebo okraj hrací desky.

Soupeřovy kameny je tedy možné vytlačit z hrací desky přes okraj hrací desky.
|  |

Vítězem hry je ten hráč, který první vytlačí z hrací desky 6 soupeřových kamenů.

## Strategie
Hráčská komunita Abalone shrnula tyto základní zásady správné strategie:
- Udržovat své kameny v centru hrací desky a donutit soupeře přesunout jeho kameny na okraje hrací desky.
- Udržovat své kameny spolu, především v šestiúhelníkovém tvaru, který umožňuje přetlačení i obranu ve všech směrech.
- Vytlačení soupeřova kamene z desky není správné, pokud tím oslabím vlastní pozici na hrací ploše.